# Athang Gewog
Athang (Dzongkha: ཨ་ཐང་) ist einer von fünfzehn Gewogs (Blöcke) des Dzongkhags Wangdue Phodrang in Zentralbhutan. 
Athang Gewog ist wiederum eingeteilt in fünf Chiwogs (Wahlkreise). Laut der Volkszählung von 2005 leben in diesem Gewog 808 Menschen auf einer Fläche von 785 km². Die Wahlkommission führt in ihrer Aufstellung zwölf Dörfer im Athang Gewog auf. Die Dzongkhag Administration bezieht sich in ihrem Internetauftritt auf eine Zählung von 2012 und nennt eine Einwohnerzahl von 1980 Menschen auf einer Fläche von 746 km², die in 26 Dörfern bzw. Weilern in 174 Haushalten leben.
Der Gewog befindet sich im Südosten des Distrikts Wangdue Phodrang und ist einer der abgelegensten und am wenigst zugänglichen des Distrikts.
Er erstreckt sich über Höhenlagen zwischen 1000 und 3500 m und liegt in der subtropischen Klimazone. Die sandigen Lössböden sind fruchtbar und gut zum Ackerbau geeignet. Es wird Reis, Weizen, Mais, Buchweizen, Hirse, Gerste und Senf sowie Chilischoten, Kartoffeln und Rettich angebaut. Wichtigste Obstbäume sind Zitrusbäume, in weitem Abstand gefolgt von Pfirsich, Birne, Apfel und Walnuss. Außerdem ist Athang Gewog bekannt für den dort produzierten Räucherfisch.
An staatlichen Einrichtungen gibt es neben der Gewog-Verwaltung zur medizinischen Versorgung zwei medizinische Beratungsstellen (Outreach Clinics). Zu den Schulen im Gewog zählt seit 2006 eine Grundschulen, die Singye Namgyal Community Primary School in Miktana.  
Insgesamt gibt es in diesem Gewog vier Chörten und sieben buddhistische Tempel (Lhakhangs), darunter der Morokha Lhakhang, der Jarogang Lhakhang, der Phaktakha Lhakhang und der Shoba Lhakhang.
| Chiwog                            | Dörfer bzw. Weiler |
| --------------------------------- | ------------------ |
| Lomtshokha ལོམ་ཚོ་ཁ་                | Kago               |
| Lomtshokha ལོམ་ཚོ་ཁ་                | Lomtshokha         |
| Lomtshokha ལོམ་ཚོ་ཁ་                | Tashigatsehl       |
| Lomtshokha ལོམ་ཚོ་ཁ་                | Gyamdro            |
| Lomtshokha ལོམ་ཚོ་ཁ་                | Bartsha            |
| Lomtshokha ལོམ་ཚོ་ཁ་                | Shoba              |
| Lomtshokha ལོམ་ཚོ་ཁ་                | Takshi             |
| Jaroggang Dzawa བྱ་རོགས་སྒང་_རྫ་བ་    | Jaroggang          |
| Jaroggang Dzawa བྱ་རོགས་སྒང་_རྫ་བ་    | Dzawa              |
| Jaroggang Dzawa བྱ་རོགས་སྒང་_རྫ་བ་    | Yutama             |
| Jaroggang Dzawa བྱ་རོགས་སྒང་_རྫ་བ་    | Zomba              |
| Lophokha Phagtakha ལོ་པོ་ཁ་_ཕག་ཏ་ཁ་ | Lophokha           |
| Lophokha Phagtakha ལོ་པོ་ཁ་_ཕག་ཏ་ཁ་ | Phagtakha          |
| Rookha (Rukha) རུ་ཁ་               | Rookha (Rukh)      |
| Rookha (Rukha) རུ་ཁ་               | Samthang           |
| Rookha (Rukha) རུ་ཁ་               | Nangzhina          |
| Rookha (Rukha) རུ་ཁ་               | Haragangkha        |
| Rookha (Rukha) རུ་ཁ་               | Miktana            |
| Rookha (Rukha) རུ་ཁ་               | Harachhu           |
| Rookha (Rukha) རུ་ཁ་               | Kashachecko        |
| Rookha (Rukha) རུ་ཁ་               | Nazhina            |
| Lawa Lamga ལ་ཝ་_ལམ་ག་             | Lamga              |
| Lawa Lamga ལ་ཝ་_ལམ་ག་             | Lawa               |
| Lawa Lamga ལ་ཝ་_ལམ་ག་             | Chinading          |
| Lawa Lamga ལ་ཝ་_ལམ་ག་             | Thaphu             |
| Lawa Lamga ལ་ཝ་_ལམ་ག་             | Manigang           |
| Lawa Lamga ལ་ཝ་_ལམ་ག་             | Dahi               |